# پرفلوئورواکتانوئیک اسید
پرفلوئورواکتانوئیک اسید (به انگلیسی: Perfluorooctanoic acid) با فرمول شیمیایی C۸HF۱۵O۲ و سرواژهٔ PFOA یک ترکیب شیمیایی با شناسه پاب‌کم ۹۵۵۴ است. که جرم مولی آن ۴۱۴٫۰۷ g/mol می‌باشد. حالت فیزیکی این ماده در دمای اتاق، جامد سفید رنگ است.

## تاریخچه
شرکت تری‌ام (که در آن زمان با نام تولیدی و معدن‌کاری مینه‌سوتا شناخته می‌شد) سال ۱۹۴۷ تولید PFOA را با روش فلوئوراسیون الکتروشیمیایی آغازکرد. از سال ۱۹۵۱، شرکت دوپون PFOA را از تری‌ام خریداری کرد تا آن را در ساخت فلوئوروپلیمرهای خاص که با نام تجاری تفلون شناخته می‌شود به کار گیرد. شرکت دوپون در مستندات داخلی خود نام C8 را برای نام‌بردن از این ماده به کار می‌برد.

### بررسی‌های رابرت بیلوت
در پاییز سال ۲۰۰۰، وکیلی به نام رابرت بیلوت از وکلای اصلی شرکت تافت استتینیوس و هالیستر، توانست از دادگاه حکمی بگیرد که دوپون را مجبور می‌کرد تا تمام اسناد مربوط به PFOA را به اشتراک بگذارد. این اسناد در مجموع ۱۱۰٫۰۰۰ فایل می‌شدند که، مطالعات محرمانه و گزارش‌هایی را در بر می‌گرفت که دانشمندان دوپون در دهه‌ها انجام داده بودند. در سال ۱۹۹۳، دوپون متوجه شد که «PFOA باعث ایجاد تومورهای سرطانی بیضه، پانکراس و کبد در حیوانات آزمایشگاهی می‌شود» و شرکت شروع به بررسی جایگزین‌هایی برای آن کرد. با این حال، از آنجایی که محصولات تولید شده با PFOA بخش جدایی‌ناپذیری از درآمد دوپون یعنی یک میلیارد دلار سود سالانه بود تصمیم گرفتند به استفاده از PFOA ادامه دهند. بیلوت متوجه شد که «تری‌ام و دوپون برای بیش از چهار دهه مطالعات پزشکی مخفیانه‌ای را در مورد PFOA انجام داده‌اند» و از سال ۱۹۶۱ دوپونت از هپاتومگالی در موش‌های تغذیه‌شده با PFOA آگاه بوده‌است.
در پایان، پژوهش‌های بیشتر نشان داد که PFOA چندین پیامد منفی سلامتی در موش‌هایی که در معرض این ماده شیمیایی قرار گرفته بودند داشته‌است. قرار گرفتن در معرض PFOA در این موش‌ها منجر به تغییر بیان ژنی شد که به ایجاد بافت چربی انجامید که باعث شد موش‌های با درجان گوناگون به هیپرکلسترولمی (کلسترول بالا) دچار شوند. پیامدهای بیماری برخاسته از PFOA در موش‌ها با ژنوتیپ‌های گوناگون بسیار متفاوت بود. همچنین، موش‌های ماده در تمام ژنوتیپ‌ها به‌طور قابل‌توجهی نرخ بالاتری از هیپرکلسترولمی داشتند.
بیلوت نشان داد که دوپون چگونه از دهه ۱۹۸۰ آگاهانه آبهای رودخانه‌ها را با PFOA در پارکرسبورگ، ویرجینیای غربی آلوده کرده‌است. در دهه ۱۹۸۰ و ۱۹۹۰، پژوهشگران سمیت PFOA را بررسی کردند.
وکیل رابرت بیلوت برای تلاش‌های خود در رویارویی با این آلودگی جوایز گوناگونی مانند جایزه زیست صحیح را در سال ۲۰۱۷ دریافت کرده‌است این نبرد با دوپون در مستند شیطانی که می‌شناسیم که برای نخستین بار در سال ۲۰۱۸ در جشنواره فیلم ساندنس به نمایش گذشته شد، و در فیلم آب‌های تیره به کارگردانی تاد هینز به نمایش درآمد.